# Caesiumthiosulfat
Caesiumthiosulfat (Cs2[S2O3]) ist eine chemische Verbindung des Caesiums und eines Thiosulfatanions.

## Gewinnung und Darstellung
Cs2[S2O3]·H2O wird aus einer wässrigen Lösung aus Ba[S2O3] und Cs2[CO3] gewonnen.
{\displaystyle {\ce {Ba[S2O3](aq) + Cs2[CO3](aq) -> Ba[CO3](s) + Cs2[S2O3](aq)}}}
Das Bariumcarbonat wird abfiltriert und das verbleibende Caesiumthiosulfat wird im Exsikkator über Trockenmittel auskristallisiert.

## Eigenschaften
Das wasserfreie Caesiumthiosulfat kristallisiert monoklin in der Raumgruppe P21/c (Raumgruppen-Nr. 14) mit den Gitterparametern a = 646,94(5), b = 1096,57(8), c = 951,02(7) pm und β = 96,025(3)° und vier Formeleinheiten pro Elementarzelle.
Caesiumthiosulfat kommt auch als Monohydrat (Cs2[S2O3]·H2O) und Dihydrat (Cs2[S2O3]·2H2O) vor.